# Sens-sur-Seille
Sens-sur-Seille település Franciaországban, Saône-et-Loire megyében. Lakosainak száma 432 fő (2022. január 1.). Sens-sur-Seille Bosjean, Bouhans, Frangy-en-Bresse, Saint-Germain-du-Bois és Le Tartre községekkel határos.

## Népesség
A település népessége az elmúlt években az alábbi módon változott:
| Lakosok száma | 382  | 397  | 409  | 411  | 417  | 419  | 424  | 428  | 432  |
|               | 2013 | 2015 | 2016 | 2017 | 2018 | 2019 | 2020 | 2021 | 2022 |